# اللكمه السفلى (المخادر)

تعديل مصدري - تعديل

اللكمه السفلى محلة تابعة لقرية اللكمة، التابعة لعزلة الوادي بمديرية المخادر إحدى مديريات محافظة إب في الجمهورية اليمنية، بلغ تعداد سكانها 87 حسب تعداد اليمن لعام 2004.